# 正始改制
正始改制是三国时期曹魏政权的改革。曹魏后期，曹芳成为曹魏首位傀儡皇帝。正始年间，朝政实际上由大将军曹爽把持。曹爽在夏侯玄主持下进行了一场改革，即正始改制。正始改制主要包括对九品中正制的改革、对行政管理层级的改革和对“官场繁文缛节”的改革。司马懿发动高平陵之变掌权后，族灭曹爽等人，废除正始改制措施。

## 背景

### 九品中正制
九品中正制是魏晋南北朝时期中央政府的官员选拔制度，产生于曹操掌权时期，即由中央的“中正”官按“忠恪匪躬、孝敬尽礼、友于兄弟、洁身劳谦、信义可复、学以为己”的标准举荐人才。随着时间的推移，高门华阀已垄断上品，九品中正制逐渐成为维护士族特权的工具。

### 统治者奢侈成风
据《三国志·明帝纪》记载：“是时，大治洛阳宫，起昭阳、太极殿，筑总章观。百姓失农时，直臣杨阜、高堂隆等各数切谏，虽不能听，常优容之。”从魏明帝起，社会上已有奢靡腐朽的风气。

## 过程

### 改革九品中正制
夏侯玄主张改革九品中正制，将选官权收至吏部，在中正官和地方行政长官之间形成制衡。他提出的改革方案实际上是限制了中正的作用，使吏部命官的权力扩大，从而对汉代以来依“名声”入官的机能有所调整，有所削弱。夏侯玄要求选官时同时考虑才能和德行因素，提出吏部用人时，应考虑中正意见，但中正不能超出其举荐的职权。

### 改革州郡县制度
夏侯玄主张官制统一，并结束刺史和郡守“官职重叠”的情况。他认为，这样的措施可以为国家节省行政开支，而被裁撤的官员可以参加农业劳动，从而增加社会财富。此外，官制统一可以提高行政效率，州和县之间的事务往来更加便捷、迅速。
夏侯玄主张撤销郡一级，由州直接管理县。“若省郡守，县皆径达，事不拥隔，官无留滞，三代之风，虽未可必，简一之化，庶几可致，便民省费，在于此矣。” 

### 改革奢侈服饰
夏侯玄建议应该以古代礼法为准则，消除奢靡的社会风气。他认为，“末俗华丽”违背了“自然之本”，消除社会中的奢靡风气，要从上层的统治阶级做起，以身作则。

## 后续
公元249年（正始十年），司马懿在曹爽与魏帝曹芳到高平陵谒陵时发动政变，控制京城，族灭曹爽。高平陵之变后，司马懿掌握政权，废除正始改制的措施。正始改制结束。

## 评价
王葆玹认为：“正始改制是一种托古改制，它的理论有复古的色彩，这使它不如商鞅变法和王安石变法那样富有生气，以致在较长的历史时期中没有被当做改制来看待。”
魏末王广认为：“今曹爽以骄奢失民，何平叔虚而不治，丁、毕、桓、邓虽并有素望，皆专竞于世。加变易朝典，政令数改，所存虽高，而事不下接，民习于旧，众末之从。故虽势倾四海，声震天下，同日斩戮，名士减半，而百姓安之，莫或之哀，失民故也。”
陈忠海认为：“这场被称为‘正始改制’的改革，没能抓住既已存在的真正问题，改革措施没有可行性，为改而改，因而并不成功。”